# Дьялло, Пап
Пап Амаду́ Дьялло́ (фр. Pape Amadou Diallo; род. 25 июня 2004, Сен-Луи, Сенегал) — сенегальский футболист, нападающий клуба «Норвич Сити» и сборной Сенегала.

## Клубная карьера
Дьялло начал карьеру в клубе «Дженерейшн Фут». В начале 2023 года Пап подписал контракт с дублёрами французского «Меца».

## Международная карьера
В 2022 году в Дьялло стал победителем чемпионата африканских наций в Алжире. 14 января в матче против сборной Кот-д’Ивуара Пап дебютировал за сборную Сенегала. На турнире он также сыграл в поединках против команд Уганды, ДР Конго, Мавритании, Мадагаскара и Алжира. В поединке против конголезцев Пап забил свой первый гол за национальную команду, а также отметился голом в матче против мадагаскарцев.
В 2023 году в составе молодёжной сборной Сенегала Дьялло выиграл молодёжный Кубок Африки в Египте. На турнире он сыграл в матчах против сборных Нигерии, Мозамбика, Египта, Бенина, Туниса и Гамбии. В поединке против мозамбикцев Пап сделал «дубль».

### Голы за сборную Сенегала
| #   | Дата           | Место                           | Противник  | Результат | Счет | Соревнование                     |
| --- | -------------- | ------------------------------- | ---------- | --------- | ---- | -------------------------------- |
| 01. | 22 января 2022 | 19 мая 1956, Аннаба, Алжир      | ДР Конго   | 2:0       | 3:0  | Чемпионат африканских наций 2022 |
| 02. | 31 января 2022 | Нельсон Манделла, Бараки, Алжир | Мадагаскар | 1:0       | 1:0  | Чемпионат африканских наций 2022 |

## Достижения
Международные
 Сенегал (до 20)
- Победитель молодёжного Кубка Африки — 2023